# Uwe Schöler
Uwe Schöler (* 8. Dezember 1964) ist ein ehemaliger deutscher Fußballspieler.

## Sportlicher Werdegang
Schöler spielte seit seiner Jugend zunächst bei diversen Vereinen auf der Schwäbischen Alb. Nach ersten Schritten beim TSV Laichingen wechselte er über den TSV Blaubeuren und den SC Geislingen zum FC Tailfingen. Mit dem Klub wurde er 1988 knapp vor dem Vorjahresabsteiger VfR Aalen und dem VfL Sindelfingen Meister der Verbandsliga Württemberg. Trotz des damit verbundenen Aufstiegs in die drittklassige Oberliga Baden-Württemberg wechselte er zum Drittligisten VfL Kirchheim/Teck. Während sein ehemaliger Klub direkt wieder abstieg, erreichte er mit seinem neuen Klub den elften Platz, zu dem der Abwehrspieler in 31 Spielen mit vier Saisontoren beigetragen hatte. 
Schöler wechselte nach nur einer Spielzeit zum Bundesligisten 1. FC Köln, bei dem er jedoch nicht zum Einsatz kam. Daraufhin zog er im Winter weiter und schloss sich zum Jahreswechsel dem Zweitligisten SC Preußen Münster an. Auch hier blieb ihm nur die Rolle des Ergänzungsspielers, unter Trainer Elmar Müller und dessen Nachfolger im Saisonverlauf Ernst Mareczek bestritt er jeweils nur ein Zweitligaspiel.
Im Sommer 1990 kehrte Schöler in die Oberliga Baden-Württemberg zurück, wo er sich dem SSV Reutlingen 05 anschloss. In der Spielzeit 1991/92 wurde er mit der von Wilfried Gröbner trainierten Mannschaft Meister, scheiterte jedoch in der anschließenden Aufstiegsrunde. 1993 wechselte er innerhalb der Liga zu den von Michael Feichtenbeiner betreuten TSF Ditzingen. Als Tabellenvierter qualifizierte er sich mit dem Klub für die neu eingeführten Regionalliga, wo er noch mindestens zwei Spielzeiten aktiv war.